# Миддендорфы
Миддендорфы (нем. von Middendorff) — остзейские дворянские роды.

## Известные представители рода
1. Высочайше утверждённый 26 сентября 1841 г. герб Владимира Миддендорфа, коллежского асессора[1].
2. Высочайше утверждённый 1 августа 1852 г. герб Миддендорфов, потомства титулярного советника Андрея.
3. Александр Миддендорф, действительный статский советник.

## Описание герба
Высочайше утверждённый 10 апреля 1864 г. герб Александра Миддендорфа, действительного статского советника:
В золотом поле лазоревый пояс, обременённый тремя серебряными пчёлами в ряд. Вверху в ряд три зеленых дубовых ветки с красными желудями на каждой вверху, внизу красная лодка.
Над щитом дворянский коронованный шлем. Нашлемник — зелёная дубовая ветвь с красным жёлудем наверху между двух золотых страусовых перьев. Намёт справа голубой с золотом, слева зелёный золотом.